# Intrazellulärer Antikörper-vermittelter Abbau

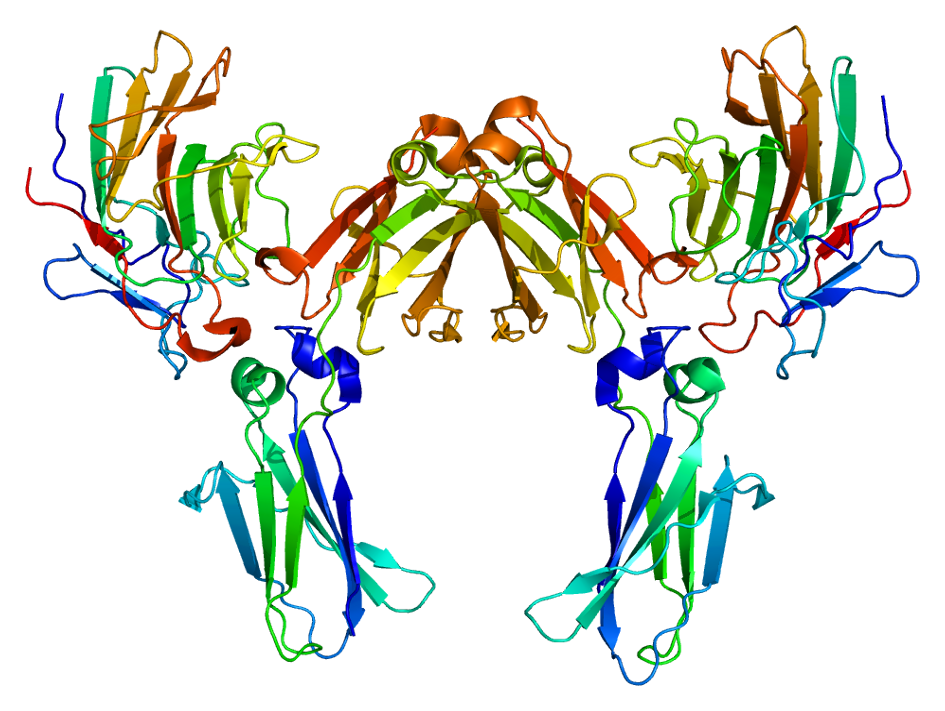
Zwei TRIM21 (oben links und rechts) an die konstante Region von IgG1 (Mitte) gebunden, nach

Der intrazelluläre Antikörper-vermittelte Abbau (engl. intracellular antibody-mediated degradation, IAMD) bezeichnet den intrazellulären Abbau von Antigenen nach Bindung eines Antikörpers.

## Eigenschaften
Der intrazelluläre Antikörper-vermittelte Abbau erfolgt durch Bindung des Antikörpers an TRIM21 (ein Fc-Rezeptor), das nach Ubiquitinierung von TRIM21 den Antigen-Antikörper-Komplex einem Abbau im Proteasom zuführt. Dadurch wird das Antigen neutralisiert. Bisher wurde er erst bei Adenoviren beschrieben. Im Gegensatz zur antikörperabhängigen zellvermittelten Zytotoxizität wird die Zelle beim intrazellulären Antikörper-vermittelten Abbau nicht zerstört. TRIM21 bindet sowohl Antikörper des Typs Immunglobulin G als auch Immunglobulin M und Immunglobulin A.